# فيكتور بارتيلمي
فيكتور بارتيلمي هو صحفي وسياسي فرنسي، ولد في 21 يوليو 1906 في أجاكسيو في فرنسا، وتوفي في 1985. نشط حزبياً في الحزب الشيوعي الفرنسي والتجمع الوطني.